# أنابل فلوريس سالازار
أنابل فلوريس سالازار (بالإسبانية: Anabel Flores Salazar)‏ هي صحفية مكسيكية، ولدت في 1984، وتوفيت في 9 فبراير 2016 بسبب اختناق.